# Sture Ericson
Sture Fredrik Magnus Ericson, folkbokförd Eriksson, född 29 september 1912 i Salem, död 15 mars 1979 i Stockholm, var en svensk skådespelare och teaterregissör.

## Biografi
Sture Ericson var engagerad vid Riksteatern, Helsingborgs stadsteater, Norrköpings stadsteater, Göteborgs stadsteater och Folkteatern i Göteborg. Han engagerades från 1973 vid Kungliga Dramatiska Teatern i Stockholm.
Under sin långa och omfattande karriär hann han med att gestalta flera roller, allt ifrån komik och buskis till drama och TV-teater. Han är dock främst känd och ihågkommen för rollen som den temperamentsfulle kommunalpampen Ragnar Dahl i TV-serien Hem till byn, en roll han spelade från seriens första avsnitt 1971 och fram till 1976. Han är även känd för rollen som riksdagsman i Hasseåtages Äppelkriget.

## Filmografi (i urval)
- 1941 – Hem från Babylon
- 1944 – Vi behöver varann
- 1944 – Flickan och Djävulen
- 1946 – När ängarna blommar
- 1946 – Kris
- 1946 – Det regnar på vår kärlek
- 1948 – Loffe på luffen
- 1948 – Hamnstad
- 1948 – Eva
- 1949 – Sjösalavår
- 1949 – Huset nr 17
- 1949 – Smeder på luffen
- 1949 – Svenske ryttaren
- 1949 – Lång-Lasse i Delsbo
- 1951 – Fröken Julie
- 1951 – Skeppare i blåsväder
- 1962 – Chans
- 1963 – Societetshuset (TV-serie)
- 1966 – Ön
- 1966 – Adamsson i Sverige
- 1967 – Resan
- 1968 – Slättemölla by (TV-serie)
- 1969 – Ni ljuger
- 1971 – Badjävlar
- 1971–1976 – Hem till byn (TV-serie)
- 1971 – Äppelkriget
- 1972 – Spöksonaten
- 1972 – Skärgårdsflirt (TV-serie)
- 1972 – Ett resande teatersällskap (TV-serie)
- 1974 – Kvarteret Oron (TV-serie)
- 1975 – Ungkarlshotellet
- 1975 – Figaros bröllop
- 1976 – Förvandlingen

## Teater

### Roller (ej komplett)
| År   | Roll                         | Produktion                                                                | Regi                                             | Teater                           |
| ---- | ---------------------------- | ------------------------------------------------------------------------- | ------------------------------------------------ | -------------------------------- |
| 1939 | Brunel, polis                | Nederlaget Nordahl Grieg                                                  | Svend Gade                                       | Dramaten                         |
| 1941 | Egeus                        | En midsommarnattsdröm William Shakespeare                                 | Ingmar Bergman                                   | Sagoteatern                      |
| 1943 | Fången                       | Vem är jag eller När fan ger ett anbud Carl Erik Soya                     | Ingmar Bergman                                   | Stockholms studentteater         |
| 1943 | Överfältväbeln               | Strax innan man vaknar Bengt Olof Vos                                     | Ingmar Bergman                                   | Stockholms studentteater         |
| 1943 | Fader Lorents                | Niels Ebbesen Kaj Munk                                                    | Ingmar Bergman                                   | Dramatikerstudion                |
| 1943 |                              | Niels Ebbesen Kaj Munk                                                    | Rudolf Wendbladh                                 | Helsingborgs stadsteater         |
| 1944 | Araben                       | Livet är ju härligt William Saroyan                                       | Per Knutzon                                      | Helsingborgs stadsteater         |
| 1944 | Gaius Cassius Longinus       | Julius Caesar William Shakespeare                                         | Rudolf Wendbladh                                 | Helsingborgs stadsteater         |
| 1944 | Araben                       | Livet är ju härligt William Saroyan                                       | Per Knutzon                                      | Oscarsteatern                    |
| 1944 | Cirkusdirektören             | Clownen Beppo Else Fisher                                                 | Ingmar Bergman                                   | Medborgarteatern Folkparksturné  |
| 1944 | Johan August Meijerfeldt     | Aschebergskan på Widtskövle Brita von Horn och Elsa Collin                | Ingmar Bergman                                   | Helsingborgs stadsteater         |
| 1944 |                              | Fan ger ett anbud Carl Erik Soya                                          | Ingmar Bergman                                   | Helsingborgs stadsteater         |
| 1944 | Macbeth                      | Macbeth William Shakespeare                                               | Ingmar Bergman                                   | Helsingborgs stadsteater         |
| 1945 | Dr. Paprika                  | Kriss-Krass-Filibom, revy Rune Moberg och Sture Ericsson                  | Ingmar Bergman                                   | Helsingborgs stadsteater         |
| 1945 |                              | Sagan Hjalmar Bergman                                                     | Ingmar Bergman                                   | Helsingborgs stadsteater         |
| 1945 | Jacobowksy                   | Jacobowsky och översten Franz Werfel                                      | Ingmar Bergman                                   | Helsingborgs stadsteater         |
| 1945 | D:r Svenningsson             | Rabies Olle Hedberg                                                       | Ingmar Bergman                                   | Helsingborgs stadsteater         |
| 1946 | Doktor Berg                  | Rekviem Björn-Erik Höijer                                                 | Ingmar Bergman                                   | Helsingborgs stadsteater         |
| 1946 | Lindgren                     | Av hjärtans lust Karl Ragnar Gierow                                       | Lars-Levi Læstadius                              | Helsingborgs stadsteater         |
| 1946 | Feelim O'Morrigun            | Eklöv och lavendel Seán O'Casey                                           | Lars-Levi Læstadius                              | Helsingborgs stadsteater         |
| 1946 | Arbetskarl 1                 | Den ljusnande tid Alf Henrikson                                           | Lars-Levi Læstadius                              | Helsingborgs stadsteater         |
| 1947 | Angelo                       | Lika för lika William Shakespeare                                         | Lars-Levi Læstadius                              | Helsingborgs stadsteater         |
| 1947 | Bjerregaard                  | Peppar och salt Siegfried Geyer och Paul Frank                            | Lars-Levi Læstadius                              | Helsingborgs stadsteater         |
| 1947 | Justus Gjör                  | Kranes konditori Cora Sandel                                              | Lars-Levi Læstadius                              | Helsingborgs stadsteater         |
| 1947 | Sebastian                    | Melodi på lergök Lars-Levi Læstadius                                      | Lars-Levi Læstadius                              | Helsingborgs stadsteater         |
| 1947 | David McComber               | Ljuva ungdomstid Eugene O’Neill                                           | Sture Ericson                                    | Helsingborgs stadsteater         |
| 1947 | Medverkande                  | Fängslande men flyktigt, revy                                             | Gunnar Ekström Sture Ericson Lars-Levi Læstadius | Helsingborgs stadsteater         |
| 1948 | Hans P. Isling               | Efteråt Carl Erik Soya                                                    | Lars-Levi Læstadius                              | Helsingborgs stadsteater         |
| 1948 | Jakob Skomakare              | Jeppe på berget Ludvig Holberg                                            | Lars-Levi Læstadius                              | Helsingborgs stadsteater         |
| 1948 | Elis                         | Påsk August Strindberg                                                    | Gunnar Ekström                                   | Helsingborgs stadsteater         |
| 1949 | Tartuffe                     | Tartuffe Molière                                                          | Lars-Levi Læstadius                              | Helsingborgs stadsteater         |
| 1951 | Vännen Ed                    | Jag älskar min son John Steinbeck                                         | Karin Kavli                                      | Norrköping-Linköping stadsteater |
| 1951 |                              | Robespierre Rudolf Värnlund                                               | Johan Falck                                      | Norrköping-Linköping stadsteater |
| 1951 | Fader De Leo                 | Den tatuerade rosen Tennessee Williams                                    | Ingmar Bergman                                   | Norrköping-Linköping stadsteater |
| 1951 |                              | Premiär nästa måndag Philip King                                          | Gunnar Skoglund                                  | Norrköping-Linköping stadsteater |
| 1952 | Ernest                       | I dag och i morgon J. B. Priestley                                        | Johan Falck                                      | Norrköping-Linköping stadsteater |
| 1952 | Eriksson                     | Swedenhielms Hjalmar Bergman                                              | Johan Falck                                      | Norrköping-Linköping stadsteater |
| 1952 | Gudgeon, butler              | Laddat möte Agatha Christie                                               | Sture Ericson                                    | Norrköping-Linköping stadsteater |
| 1952 | Fader De Leo                 | Den tatuerade rosen Tennessee Williams                                    | Ingmar Bergman                                   | Folkparksturné                   |
| 1952 | Wilson                       | Jane W. Somerset Maugham                                                  | Keve Hjelm                                       | Norrköping-Linköping stadsteater |
| 1952 | Bankir Messerschmann         | Dans under stjärnorna Jean Anouilh                                        | Johan Falck                                      | Norrköping-Linköping stadsteater |
| 1952 | Joe Adams                    | Fångarnas natt Christopher Fry                                            | Johan Falck                                      | Norrköping-Linköping stadsteater |
| 1953 | Bela                         | Haman Walentin Chorell                                                    | Johan Falck                                      | Norrköping-Linköping stadsteater |
| 1953 | Knappstöparen                | Peer Gynt Henrik Ibsen                                                    | Johan Falck                                      | Norrköping-Linköping stadsteater |
| 1953 | Nat Miller                   | Ljuva ungdomstid Eugene O’Neill                                           | Rune Carlsten                                    | Norrköping-Linköping stadsteater |
| 1953 |                              | Skattkammarön Robert Louis Stevenson                                      | Sture Ericson                                    | Norrköping-Linköping stadsteater |
| 1955 |                              | Spela min källa Axel Strindberg                                           | Kurt-Olof Sundström                              | Ronneby brunn                    |
| 1957 |                              | En resande Maurice Druon                                                  | Carl Johan Ström                                 | Göteborgs stadsteater            |
| 1959 | Nöjesministern               | Ung och grön Dorothy Reynolds och Julian Slade                            | Ingrid Luterkort                                 | Norrköping-Linköping stadsteater |
| 1959 | Ärkebiskopen                 | Frestelse Jacques Deval                                                   | John Zacharias                                   | Norrköping-Linköping stadsteater |
| 1959 | Teaterdirektör Sjövall       | Ett resande teatersällskap August Blanche                                 | Bertil Norström                                  | Norrköping-Linköping stadsteater |
| 1959 | Victor Rhodes                | Den beskedlige älskaren Graham Greene                                     | Lars Barringer                                   | Norrköping-Linköping stadsteater |
| 1960 | Mussjö                       | Gisslan Brendan Behan                                                     | Lars Barringer                                   | Norrköping-Linköping stadsteater |
| 1960 | Joseph Fouché                | Napoleons tvätterska Victorien Sardou och Émile Moreau                    | John Zacharias                                   | Norrköping-Linköping stadsteater |
| 1960 | Arnolphe                     | Äktenskapsskolan Molière                                                  | Rune Carlsten                                    | Norrköping-Linköping stadsteater |
| 1961 |                              | Dunungen Selma Lagerlöf                                                   | Sture Ericson                                    | Norrköping-Linköping stadsteater |
| 1961 | Karl Gustav                  | Christina August Strindberg                                               | John Zacharias                                   | Norrköping-Linköping stadsteater |
| 1961 | Nattkyparen                  | Nattkyparen Vilhelm Moberg                                                | John Zacharias                                   | Norrköping-Linköping stadsteater |
| 1961 | Grigorij Stepanovitj Smirnov | Björnen Anton Tjechov                                                     | Lars Gerhard Norberg                             | Norrköping-Linköping stadsteater |
| 1961 | Markurell                    | Markurells i Wadköping Hjalmar Bergman                                    | Rune Carlsten                                    | Norrköping-Linköping stadsteater |
| 1962 | Magister Blasius             | Lek ej med kärleken Alfred de Musset                                      | Ingrid Luterkort                                 | Norrköping-Linköping stadsteater |
| 1962 | Läkaren                      | Andorra Max Frisch                                                        | Lars Barringer                                   | Norrköping-Linköping stadsteater |
| 1963 | Polonius                     | Hamlet William Shakespeare                                                | Lars Barringer                                   | Norrköping-Linköping stadsteater |
| 1963 | George Bernard Shaw          | Käre lögnare Jerome Kilty                                                 | Lars Barringer                                   | Norrköping-Linköping stadsteater |
| 1963 | Advokaten                    | Ett drömspel August Strindberg                                            | Olof Molander                                    | Norrköping-Linköping stadsteater |
| 1964 | Kreon                        | Antigone Sofokles                                                         | Olof Molander                                    | Norrköping-Linköping stadsteater |
| 1964 | César                        | Marius Marcel Pagnol                                                      | Bertil Norström                                  | Norrköping-Linköping stadsteater |
| 1964 | Vince Brinkman               | De kärlekslösa William Inge                                               | John Zacharias                                   | Norrköping-Linköping stadsteater |
| 1964 | Ivan Romanovitj Tjebutykin   | Tre systrar Anton Tjechov                                                 | Lars Barringer                                   | Norrköping-Linköping stadsteater |
| 1965 | Lord Brockhurst              | Boy Friend Sandy Wilson                                                   | Lars Barringer                                   | Norrköping-Linköping stadsteater |
| 1965 | Justitierådet Gamstrup       | Nej, vaudeville Johan Ludvig Heiberg                                      | Bertil Norström                                  | Norrköping-Linköping stadsteater |
| 1965 | Skådespelaren                | Den gamle skådespelaren August Blanche                                    |                                                  | Norrköping-Linköping stadsteater |
| 1965 | Edward Teller                | Fallet Oppenheimer Heinar Kipphardt                                       | John Zacharias                                   | Norrköping-Linköping stadsteater |
| 1966 | Ryttmästarn                  | Fadren August Strindberg                                                  | Ernst Günther                                    | Norrköping-Linköping stadsteater |
| 1966 | Den store Muheim             | Meteoren Friedrich Dürrenmatt                                             | John Zacharias                                   | Norrköping-Linköping stadsteater |
| 1966 | Marango                      | Köket Arnold Wesker                                                       | Ernst Günther                                    | Norrköping-Linköping stadsteater |
| 1967 | Tobias                       | Balansgång Edward Albee                                                   | Lars-Levi Læstadius                              | Norrköping-Linköping stadsteater |
| 1967 | Smeden                       | Himmelrikets nycklar eller Sankte Per vandrar på jorden August Strindberg | Johan Falck                                      | Norrköping-Linköping stadsteater |
| 1967 | John Falstaff                | Muntra fruarna i Windsor William Shakespeare                              | Lars Gerhard Norberg                             | Norrköping-Linköping stadsteater |

### Regi (ej komplett)
| År   | Produktion                                                                                      | Upphovsmän                                                          | Teater                                                                               |
| ---- | ----------------------------------------------------------------------------------------------- | ------------------------------------------------------------------- | ------------------------------------------------------------------------------------ |
| 1945 | Pelikanen                                                                                       | August Strindberg                                                   | Helsingborgs stadsteater                                                             |
| 1945 | Älskling jag ger mig Yes, My Darling Daughter                                                   | Mark Reed Översättning Elsa af Trolle                               | Helsingborgs stadsteater                                                             |
| 1945 | Claudia                                                                                         | Rose Franken Översättning Gustaf Ageberg                            | Helsingborgs stadsteater                                                             |
| 1945 | Ett puzzlespel Et puslespil                                                                     | Kaj Munk Översättning Gösta Rybrant                                 | Helsingborgs stadsteater                                                             |
| 1946 | 24 röda rosor Due dozzini di rose scarlatte                                                     | Aldo De Benedetti                                                   | Helsingborgs stadsteater                                                             |
| 1946 | Krigsmans erinran                                                                               | Herbert Grevenius                                                   | Helsingborgs stadsteater                                                             |
| 1947 | Älskling, jag ger mig Yes, My Darling Daughter                                                  | Mark Reed                                                           | Boulevardteatern                                                                     |
| 1947 | Ljuva ungdomstid Ah, Wilderness                                                                 | Eugene O’Neill Översättning Elsa af Trolle                          | Helsingborgs stadsteater                                                             |
| 1947 | Fängslande men flyktigt, revy                                                                   |                                                                     | Helsingborgs stadsteater Regi tillsammans med Gunnar Ekström och Lars-Levi Læstadius |
| 1948 | Påsk                                                                                            | August Strindberg                                                   | Helsingborgs stadsteater                                                             |
| 1948 | Alltsedan paradiset Ever since paradise                                                         | J. B. Priestley Översättning Barbro Alving                          | Helsingborgs stadsteater                                                             |
| 1952 | Drömresan                                                                                       | Gunnar Falk                                                         | Norrköping-Linköping stadsteater                                                     |
| 1952 | Laddat möte The Hollow                                                                          | Agatha Christie                                                     | Norrköping-Linköping stadsteater                                                     |
| 1952 | Askungen Cinderella                                                                             | Charlotte B Chorpenning Översättning Lennart Hedberg                | Norrköping-Linköping stadsteater                                                     |
| 1953 | Madame                                                                                          | Walentin Chorell                                                    | Norrköping-Linköping stadsteater                                                     |
| 1953 | Skattkammarön Treasure Island                                                                   | Robert Louis Stevenson Dramatisering Arne Lydén                     | Norrköping-Linköping stadsteater                                                     |
| 1960 | Giftermålet Женитьба, Zhenit'ba                                                                 | Nikolai Gogol Översättning Hjalmar Dahl                             | Norrköping-Linköping stadsteater                                                     |
| 1961 | Dunungen                                                                                        | Selma Lagerlöf                                                      | Norrköping-Linköping stadsteater                                                     |
| 1961 | Picknick på slagfältet Pique Nique En Campagne                                                  | Fernando Arrabal Översättning Evert Lundström                       | Norrköping-Linköping stadsteater                                                     |
| 1962 | Min kära är en ros                                                                              | Bo Sköld                                                            | Norrköping-Linköping stadsteater                                                     |
| 1963 | I hemligaste laget Out of Bounds                                                                | Arthur Watkyn Översättning Rudolf Wendbladh                         | Norrköping-Linköping stadsteater                                                     |
| 1964 | La Traviata                                                                                     | Giuseppe Verdi och Francesco Maria Piave Översättning Alf Henrikson | Norrköping-Linköping stadsteater                                                     |
| 1965 | Mrs Warrens yrke Mrs Warren's profession                                                        | George Bernard Shaw Översättning Hugo Vallentin                     | Norrköping-Linköping stadsteater                                                     |
| 1965 | Huset                                                                                           | Werner Aspenström                                                   | Norrköping-Linköping stadsteater                                                     |
| 1966 | Muren Große Schmährede an der Stadtmauer                                                        | Tankred Dorst Översättning Ingmar Björkstén och Johan Wrede         | Norrköping-Linköping stadsteater                                                     |
| 1966 | Kurvan Die Kurve                                                                                | Tankred Dorst Översättning Ingmar Björkstén och Johan Wrede         | Norrköping-Linköping stadsteater                                                     |
| 1967 | O du milda vilda väst eller Det blåser i sassafrasträden Du vent dans les branches de sassafras | René de Obaldia Översättning Göran O. Eriksson                      | Norrköping-Linköping stadsteater                                                     |
| 1967 | Den sönderslagna krukan Der zerbrochene Krug                                                    | Heinrich von Kleist Översättning Nils Personne                      | Norrköping-Linköping stadsteater                                                     |
| 1968 | Löftet Bebnaja Marat                                                                            | Aleksej Arbuzov Översättning Carita Anderssén                       | Norrköping-Linköping stadsteater                                                     |

## Radioteater

### Roller
| År   | Roll                       | Produktion                                 | Regi           |
| ---- | -------------------------- | ------------------------------------------ | -------------- |
| 1948 | Spåmannen                  | Antonius och Kleopatra William Shakespeare | Alf Sjöberg    |
| 1951 | Bokförläggare Heinz Müller | Hillman & Son: Oskrivet blad Folke Mellvig | Lars Madsén    |
| 1952 | Fadern                     | Trångbodda Ingeborg Solberg                | Johan Falck    |
| 1955 | Hilmar Tönnesen            | Samhällets stöttepelare Henrik Ibsen       | Helge Wahlgren |

## Bilder

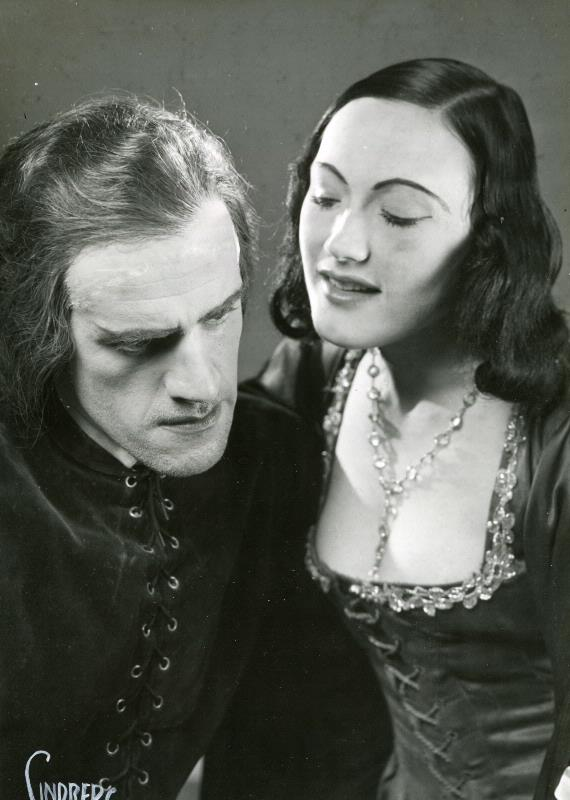
Sture Ericson och Ingrid Luterkort i Macbeth på Helsingborgs stadsteater 1944.